# Рана липа
Рана липа (Tilia platyphyllos) са српским синонимима: крупнолисна липа, дивља липа, инака липа, јелова липа, јанака липа, летња липа, липовина, смрдљива липа, црна липа, шумска липа  у науци је први пут описана у Flora Carniolica 1771. године, а описао ју је аустријски лекар и природњак Скополи (Giovanni Antonio Scopoli, 1723-1788). Лине је разликовао само две врсте липе европску (T. europaea) и америчку (T. americana). При том европска липа је обухватала и рану и касну липу и њихове спонтане хибриде. Епитет врсте platyphyllos је сложеница две грчке речи πλατύ = широк и φύλον = лист.

## Опис врсте
Листопадно дрво које достиже до 40 m висине; и знатно већу старост од касне липе. Развија још ширу круну и снажније стабло. Чувене су 1000-годишње липе у Француској са обимом од 15–19 m. Корен је снажан као и код касне липе. Кора испуца још јаче него код касне липе. Гранчице и пупољци могу да буду слабо длакави; у поређењу са касном липом гранчице су светлије, а пупољци крупнији.
Лист је по правилу већи од листа касне липе, са обе стране меко длакав, абаксијално бледозелен и у угловима нерава и дуж њих са беличастим длачицама. Дуг је 4–10 cm и 3,5–9 cm широк, са петељком дугом 2–4 cm. С обе стране је сличне боје. Петељка је краћа од лиске.
Цветови су хермафродитни, ентомофилни, петочлани, по 3 (од 2-5) сједињени у штитасту цваст са заједничким приперком. Крупнији него код касне липе. Цвета после листања у јуну — недељу-две раније од касне липе. Приперак нема петељку.
Плод је ахенија округласта или широко овална, 7–10 mm у пречнику, сивомаљав, са 5 уздужних, истакнутих ребара. Перикарп је тврд и дебео, дрвенаст. Плодови сазревају у августу-септембру, са грана опадају од сазревања до почетка следеће године, могу се сакупити у октобру-новембру (стадијум физиолошке зрелости је у августу). 1 hl плодова има масу 25–30 kg. Од 100 kg сировине добија се око 80–85 kg сетвеног материјала. У једном kg има око 12.000 зрна. Клијавост семена је око 50-60%, семе задржава способност клијања 2-3 године. Семе је објајасто, смеђе, албуминско.
Котиледони ромбично-јајасти, 20–25 mm дуги и широки, целе основе, кратко клинасти, на кратким дршкама, са 5-7 режњева, од којих су први, средњи и пети највећи. Примарни листови издужено јајасти, при основи срцасти, по ивици неравномерно, крупно назубљени. Епикотил слабо развијен. Клијавац обрастао ситним длачицама.

## Ареал
Док је тежиште ареала касне липе у Русији, тежиште ареала ране липе је јужније — углавном у јужној Европи. Већ у северној Немачкој ње нема од природе. На истоку је има на Кавказу и иде до Урала — има мањи ареал од касне липе. На југ иде до Шпаније, јужне Италије и Грчке; у Русији даје и чисте састојине или састојине са касном липом и лужњаком у јужној Русији и Украјини. У погледу еколошких фактора углавном прати букву. Код нас иде са китњаком и грабом и у нижем региону букве. У средној Европи се налази у региону букве и јеле.

## Биоеколошке карактеристике
Врста полусенке. Успева на кречњаку и на силикатима. Неотпорна према суши и гасовима. Повољно делује стељом на земљиште.

## Примена
Као и остале липе, рана липа налази широку примену у пејзажној архитектури и хортикултури, најчешће у дрворедима или као солитерно стабло на травњаку. Млади лист је јестив сиров, а сок сакупљен у доба пролећне мезгре може да се пије или се од њега прави сируп . Дрво је меко и лако се обрађује, а користи се и лика за различите намене.

## Размножавање

### Генеративно размножавање
Плод сазрева крајем септембра — почетком октобра. Са грана опада од сазревања до краја године. Може се сакупити у октобру-новембру. Сеје се око 20 g семена са перикарпом по дужном метру бразде, на дубину од око 4 cm.
Основни проблем у производњи садница генеративним путем је двострука дормантност семена. Семе посејано у јесен, клија наредног пролећа споро и неједнако, или прележи годину дана. Од начина за превазилажења сметњи у клијању примењује се:
- третирање семена концентрованом сумпорном киселином 20 минута, добро испирање текућом водом и стратификација 3-5 месеци на температури од 1-5оC;
- мочење семена у води 1-2 дана, а затим стратификација до пролећа, до следеће јесени или до другог пролећа;
- сетва семена сакупљеног у стадијуму физиолошке зрелости (у другој половини августа), препознатљивог по посмеђивању перикарпа и неодложна сетва.[9]

После стратификације у влажном песку 3 месеца на 6 °C клијало је 65% семена после 4 месеца на 20 °C .
У сејалишту је обавезна засена.

### Вегетативно размножавање
Полузреле резнице у првој половини јула после третмана 40 mg/L IBA и тромесечног ожиљавања под пластичном фолијом, дало је резултат од 80% ожиљеница, са слабо развијеним кореном. Слаби резултати са ожиљавањем свих врста резница разлог је да се клонови и стерилни хибриди липа у расадницима размножавају загртањем и полегањем.
Алтернатива је калемљење у марту на отвореном обичним спајањем или триангулацијом или у јануару-фебруару обичним спајањем на подлоге у посуди. Форкертова метода повећава проценат успеха и код Tilia platyphyllos ‘Rubra‘ и ‘Panonia‘. Широколисна липа добра је подлога за Tilia cordata, Tilia × euchlora, Tilia × europaea, Tilia tomentosa Tilia platyphyllos ‘Laciniata’ Tilia platyphyllos 'Fastigiata'

## Хибриди и унутарврсни таксони
Познат је и широко распрострањен спонтани хибрид са касном липом Tilia × europaea L. (T. cordata × T. platyphyllos; syn. T. × vulgaris), и сребрнолисном липом Tilia × varsaviensis (T. platyphyllos × T. tomentosa). Такође се у литератури наводи неколико подврста од којих су неке издвојене као засебне врсте:
- Tilia platyphyllos subsp. pseudorubra C.K.Schneid.
- Tilia platyphyllos subsp. cordifolia (Besser) C.K.Schneid.
- Tilia platyphyllos subsp. corinthiaca (Bosc ex K.Koch) Pigott
- Tilia platyphyllos subsp. caucasica Loria
- Tilia platyphyllos subsp. grandifolia Hayek

### Kлонови
Већина култивара селектовано је због облика круне и снажног усправног гранања што је чини уском. Међу овим клоновима су: ‘Agnes’ (мађарски из 2012), ‘Fastigiata’ (1940) ‘Fenris’ (дански после 1990), ‘K3’ (мађарски око 1990), ‘Kamminga’ (холандски из 2012), ‘Kavaleren’ (холандски пре 2005), ‘Louisa Point’ (холандски из 1990), ‘Louisa Victory Fist’ (холандски из 1990), ‘Maraczi’ (мађарски пре 2012), ‘Panonia’ (мађарска), ‘Paul Kruger’ (холандски из 1959), ‘Sargavesszejû’ (пољски из 2012), ‘Zetten’ (холандски из 1992).
Мањи број клонова има специфичан облик или боју листова као: ‘Laciniata’ и ‘Cucullata’, или патуљаст раст као ‘Compacta’. Панаширане форме тешко задржавају ову особину и враћају се исходној форми. То је случај са клоном белих маргина ‘Albo-Marginata’ (синтетисаним пре 1903).
На сајту Међународног дендролошког удружења  наводи се још низ клонова од којих су неки унутарврсни, а неки представљају култиваре хибрида.